# زقزاق ماليزي
زقزاق ماليزي (الاسم العلمي: Charadrius peronii) هو نوع من الطيور يتبع جنس الزقزاق من فصيلة الزقزاقية.